# Museo Nacional Soares dos Reis
El Museo Nacional de Soares dos Reis está situado en Oporto (Porto en portugués), la segunda ciudad portuguesa en población y la ciudad más importante del noroeste de la península ibérica y es el museo más antiguo del país. Se trata de un museo de arte casi íntegramente portugués, principalmente de los siglos XIX y XX. Su nombre se debe al famoso escultor António Soares dos Reis.

## Historia
El palacio de los "Carrancas" era propiedad de Manuel Mendes de Morais e Castro, cristão-novo, aunque esta condición de converso al cristianismo, que tenía el privilegio real de fabricar galones de oro y desarrollaba su actividad comercial para el reino de Portugal.
El Museu Portuense, también conocido como Ateneu D. Pedro IV, fue organizado oficialmente entre el 9 y el 11 de abril de 1833 por iniciativa del regente D. Pedro, duque de Bragança. Es, por tanto, el museo de arte público más antiguo de Portugal. El museo fue instalado primeramente vez en el edificio del Convento de Santo António da Cidade, actualmente el edificio de la Biblioteca Pública Municipal de Porto, en Santo Ildefonso. La sala de exposición permanente del museo ocupaba el antiguo refectorio de los monjes capuchinos, situado en la planta baja del edificio. En la planta superior había una sala destinada a estudio y a las exposiciones temporales.
En 1911, el museo pasó a llamarse Museu de Soares dos Reis en honor al escultor portuense. Gran parte del patrimonio del escultor pertenece a la colección del Museo, siendo quizás la obra más emblemática la escultura en mármol O desterrado.
El palacio de los Carrancas, apodo dado por el pueblo a Manuel Mendes de Moraes e Castro, fue vendido a la Santa Casa da Misericordiosa. En 1940, el Estado adquirió el Palácio dos Carrancas a la Santa Casa de Misericórdia, a lo que contribuyó en gran medida el esfuerzo de su entonces director, Vasco Valente. 
Una vez finalizadas las obras de adecuación del nuevo edificio, diseñadas por ingeniero Fernandes de Sá, el museo se inauguró en 1942. En su momento, los cambios más destacables consistieron en la transformación de los talleres de la antigua fábrica en una galería con iluminación cenital, destinada a exposición de pinturas. Así como la creación de otra galería de esculturas, para albergar la obra de Soares dos Reis. En 1940-1942, el Museo se enriqueció con el depósito de colecciones del Museo Municipal de Oporto. De un museo clásico, dedicado a las bellas artes, se convirtió en un museo mixto que incorporaba las llamadas artes decorativas, lo que se adaptaba bien a un Oporto industrial. Bajo la dirección del escultor Salvador Barata Feyo, en la década de 1950, el Museo adquirió obras de pintura y escultura de artistas jóvenes. 
En 1992, tras la creación del Instituto Portugués de Museos, el Museo Nacional Soares dos Reis inició un proyecto de remodelación y ampliación, diseñado por el arquitecto Fernando Távora, finalizado en 2001.

## Edificio
El palacio en el que se ubica el Museo Nacional de Soares dos Reis (el más antiguo del país) está marcado por una historia compleja tanto en lo que respeta a sus "piedras" como la de sus ocupantes.
Fue mandado construir a partir de 1795 para residencia y fábrica de la familia Morais e Castro. Los Morais e Castro eran prósperos negociantes, propietarios de la fábrica Tirados de Ouro e Prata na Rua dos Carrancas. Los barones de Nevogilde, título otorgado a esta familia por Luis I de Portugal, lograron edificar en el contexto del movimiento neoclásico que en Oporto tuvo gran importancia, la residencia más importante de la ciudad.
Su construcción se da en pleno período urbanístico coordinado por Francisco de Almada e Mendonça. 
El proyecto del edificio es, tradicionalmente, atribuido a Joaquim da Costa Lima Sampaio, arquitecto de la ciudad, que participó también en los importantes edificios de la Feitoria Inglesa y del Hospital de San António, cuyo autor es John of Carr de York.
La decoración, según las descripciones de la época fue objeto de especial cuidado: los muros de los salones se encontraban recubiertos por majestuosas alegorías y paisajes al fresco ejecutadas por pintores italianos. 
Elegante e imponente, el Palácio dos Carrancas (nombre atribuido al palacio popularmente, en consecuencia del conocido mal genio de su propietario) fue el lugar elegido para alojar ilustres personajes, aunque no siempre con el consentimiento de sus propietarios. Fue la residencia oficial del general Soult en 1809, en plenas Invasiones Francesas. Sirvió de Cuartel-General al Duque de Wellington, después de la huida de las tropas napoleónicas. El general Beresford, el príncipe Guillermo de Nassau, y muchas otras personalidades relacionadas con el ejército libertador, se han alojado en el palacio. Durante el Cerco de Oporto sirvió, también, de cuartel general a Pedro IV que, temiendo que la astillera miguelista pudiera llegar hasta aquí, estuvo allí instalado solamente cuatro meses.

### Palacio Real da Torre da Marca
En 1861, el palacio fue transformado en Palacio Real. Adquirido por Pedro V para alojar a los soberanos cuando viajaran al norte, el edificio necesitaba una restauración y mejoras, aunque no sufrió cambios importantes, excepto la extinción de la fábrica.
Con distinta extensión en sus visitas, el palacio acogió a Luis y Maria Pia, Carlos e Amelia, así como a Manuel II. Con excepción de esas visitas reales el Palacio estaba esencialmente sin uso. Esta situación se vuelve más drástica con la implantación de la República Portuguesa y el exilio real.
En su testamento de 1915, conocido solamente después de su muerte, en 1932, Manuel II determina la entrega del palacio a la Misericordia, para que allí se instalara un hospital.

## Colección

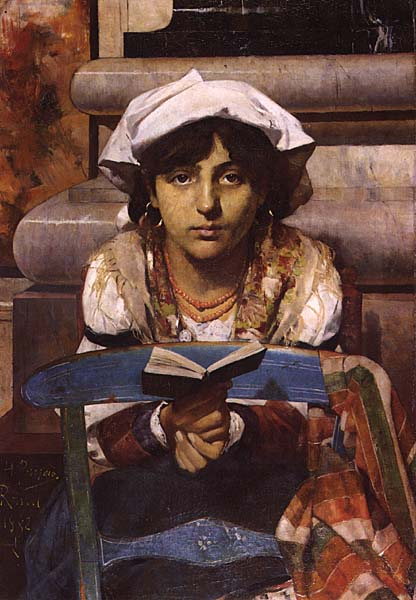
Cecilia, por Henrique Pousão (1882).

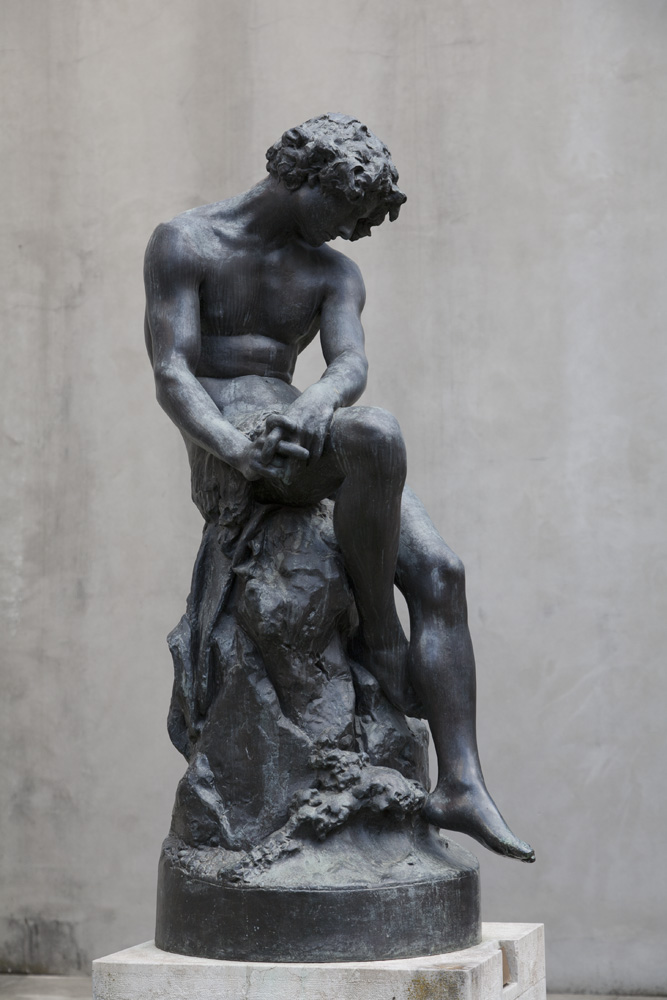
O desterrado, obra de Soares dos Reis

El museo cuenta con más de 13.000 piezas, de las cuales 3.000 son pinturas. Las restantes corresponden a escultura, grabados, artes decorativas (mobiliario, porcelana, vidrios, joyería) y colecciones arqueológicas.
Entre los artistas destacan: los pintores Domingos Sequeira, Vieira Portuense, Augusto Roquemont, Miguel Ângelo Lupi, António Carvalho de Silva Porto, Marques de Oliveira, Henrique Pousão, Aurélia de Souza, Sofía Martins de Sousa, Dórdio Gomes, Júlio Resende; los escultores Soares do Reis, Augusto Santo, António Teixeira Lopes, Rodolfo Pinto do Couto y muchos otros.

### Galería

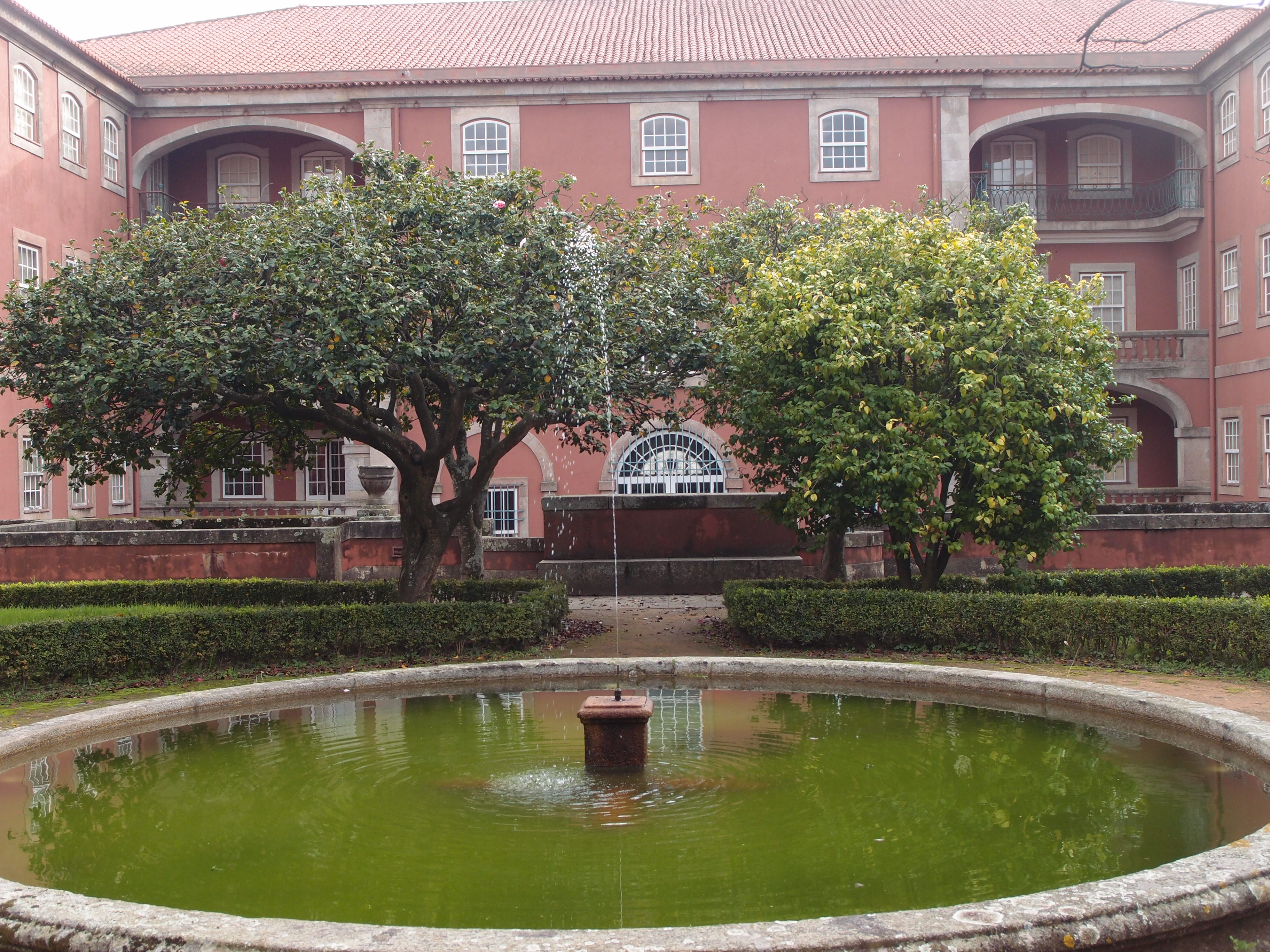
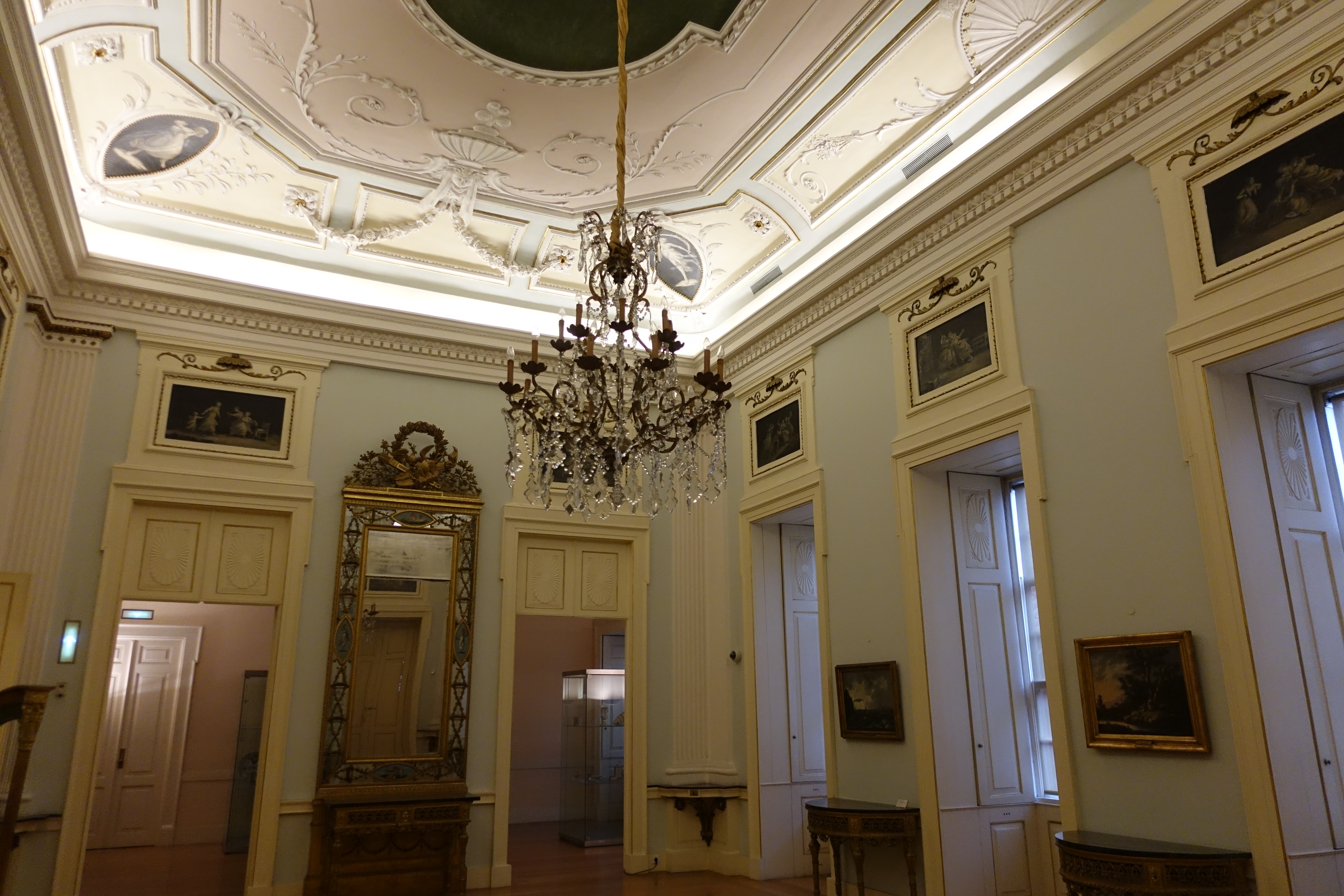
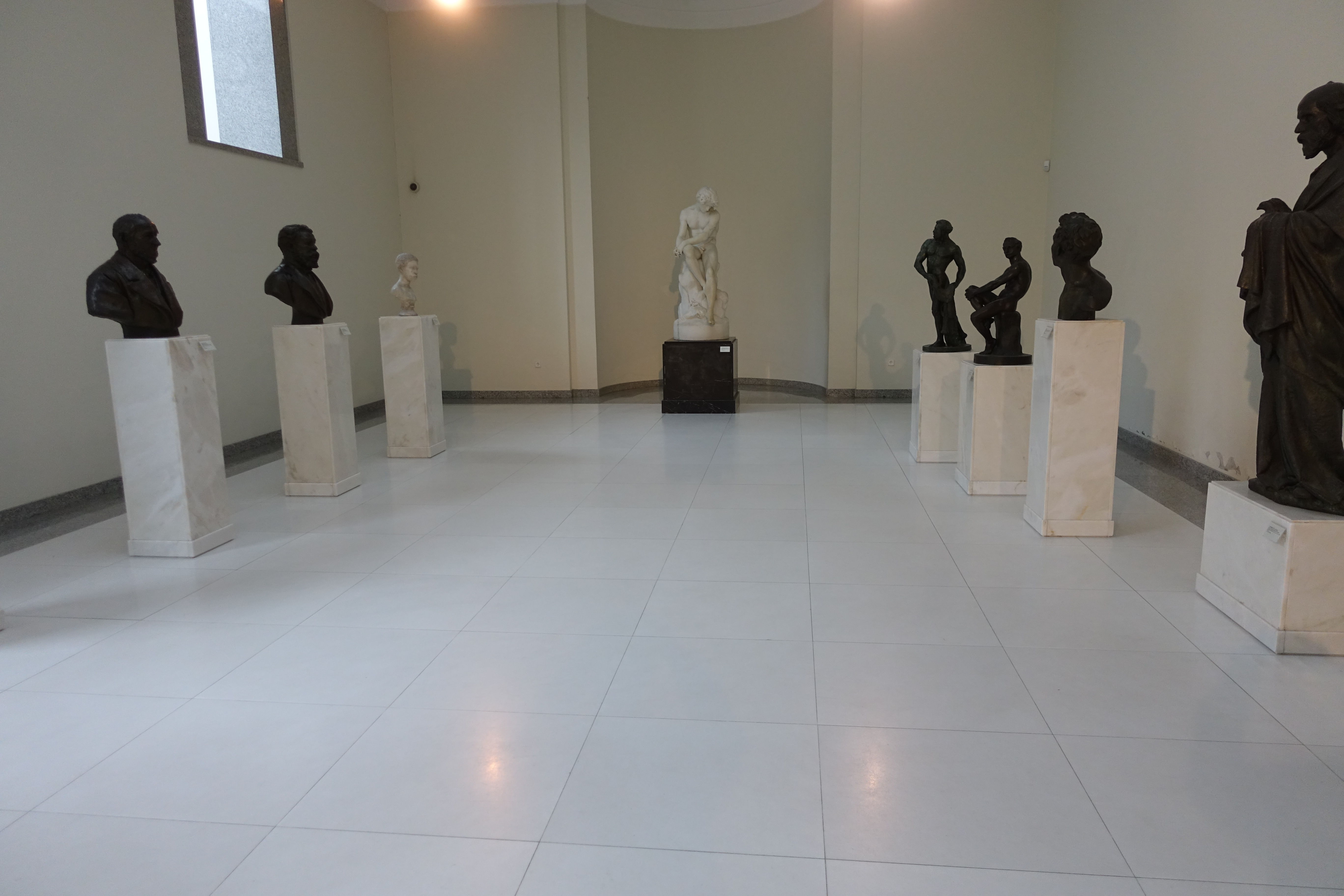
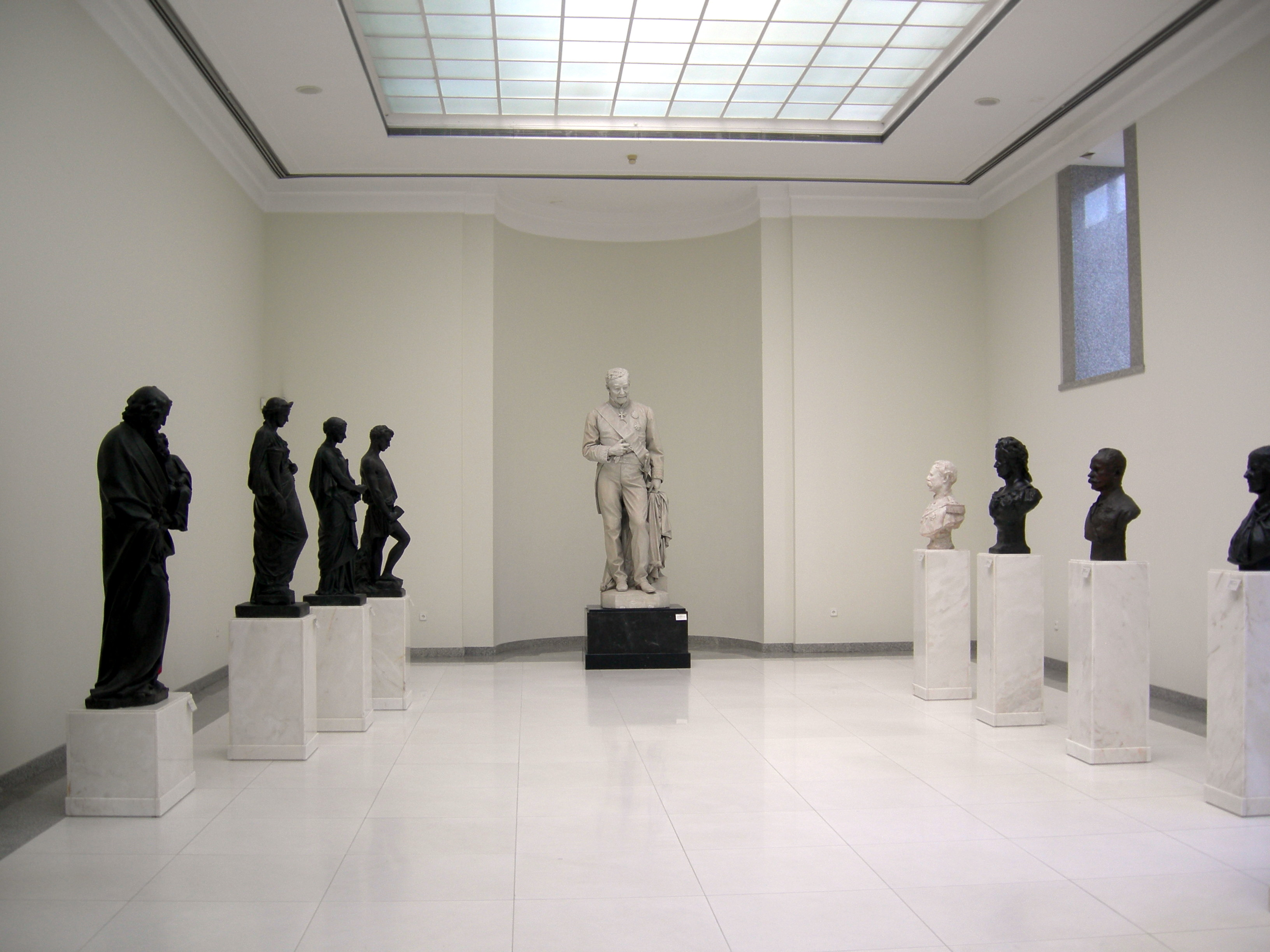
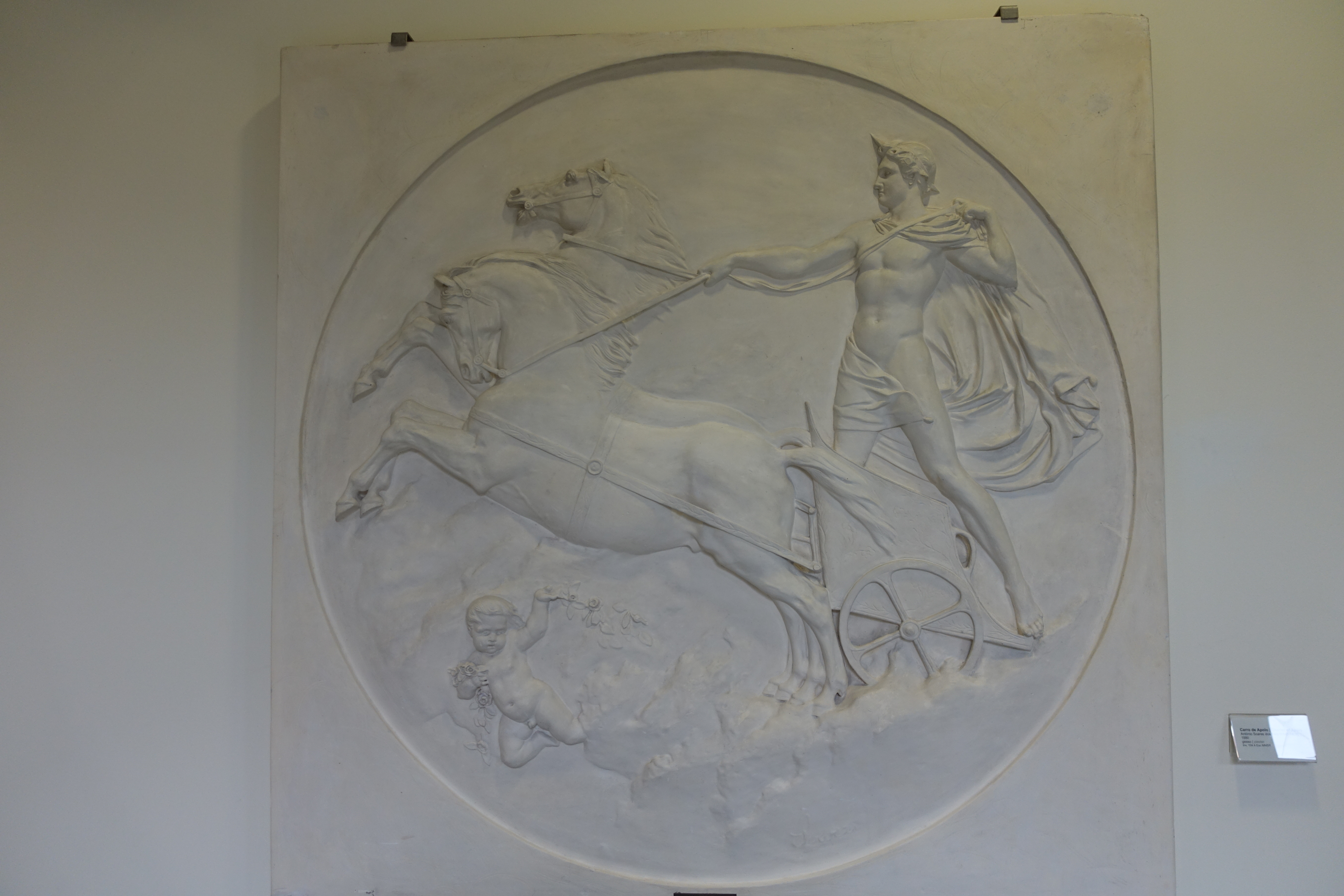
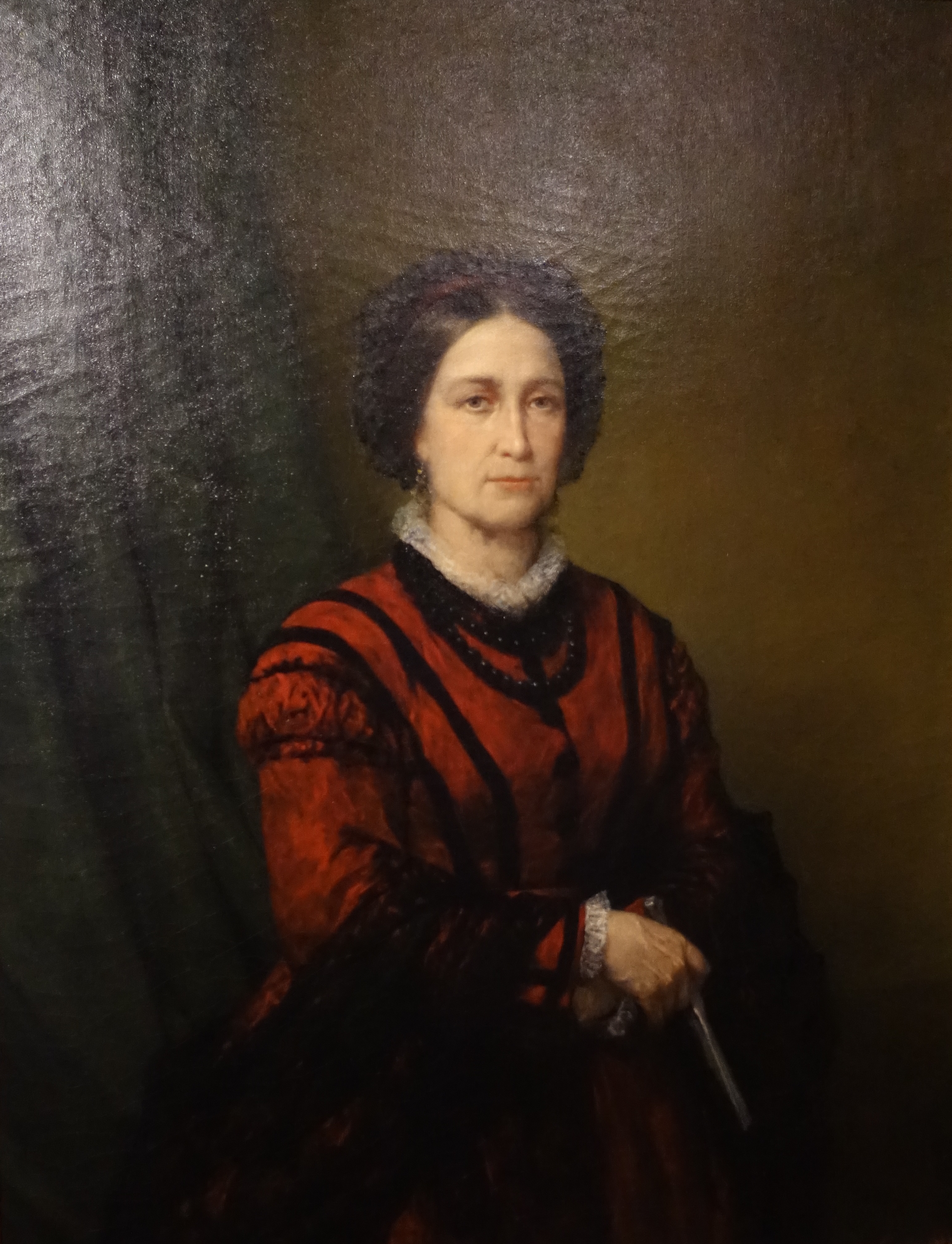
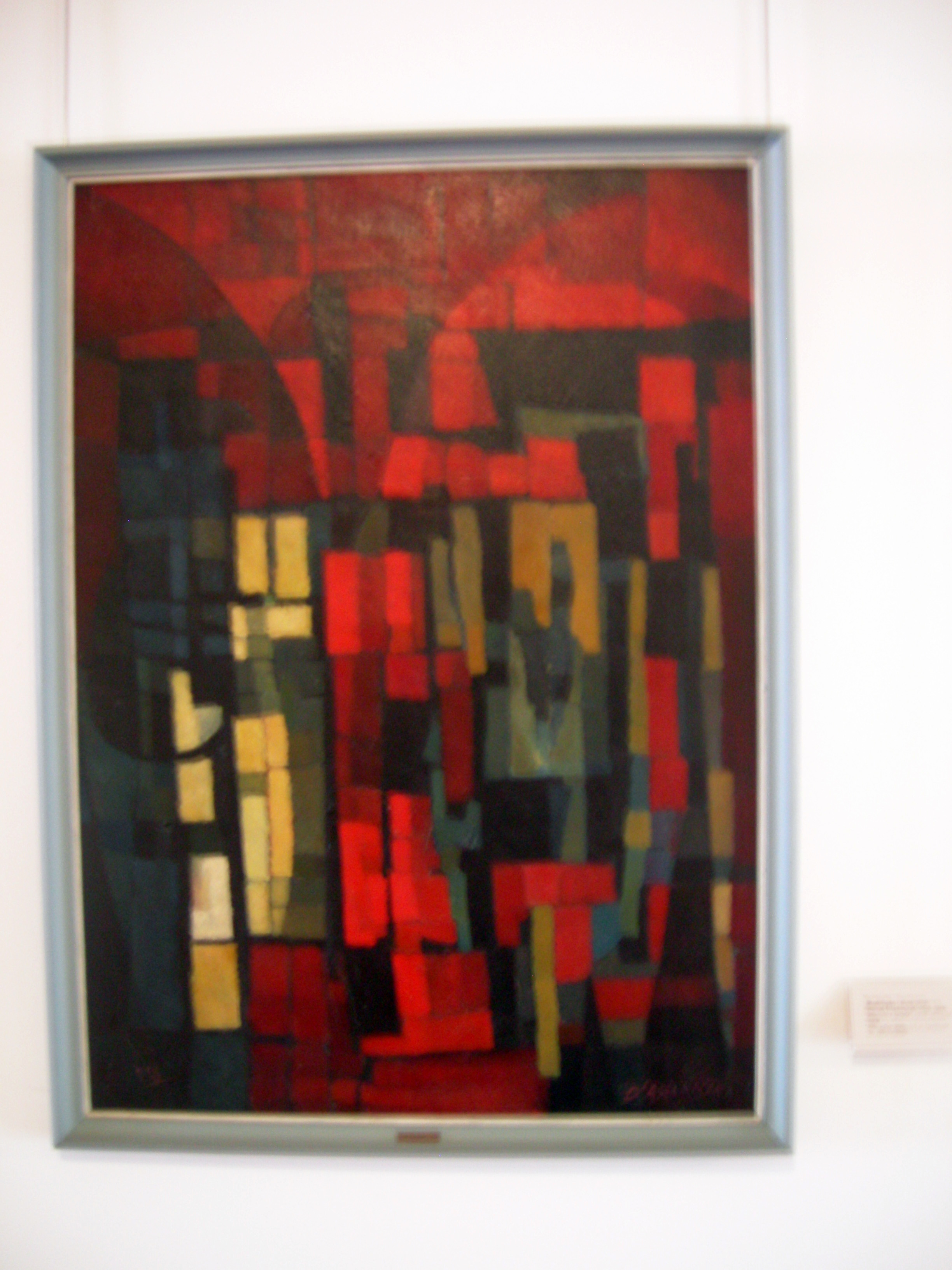
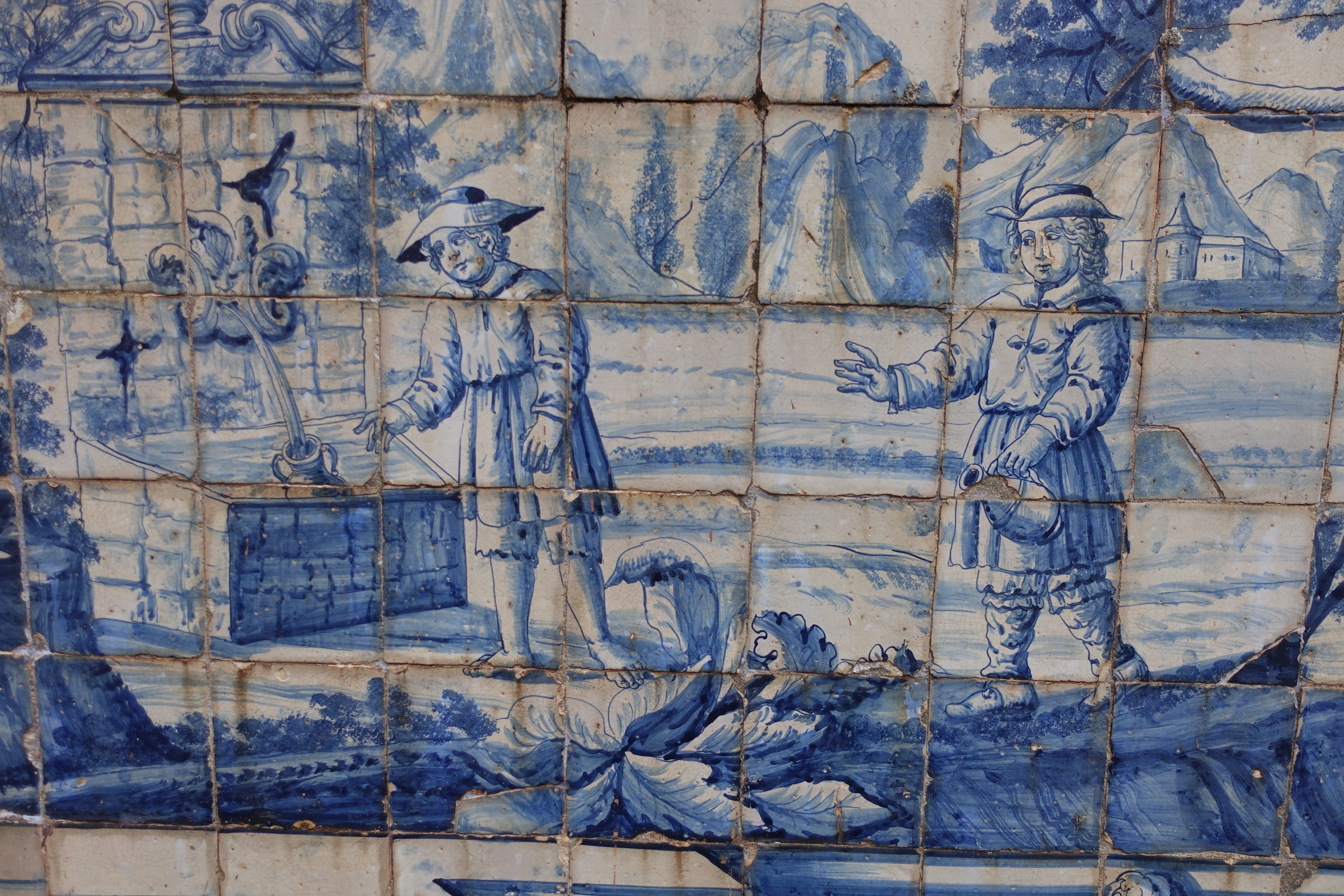
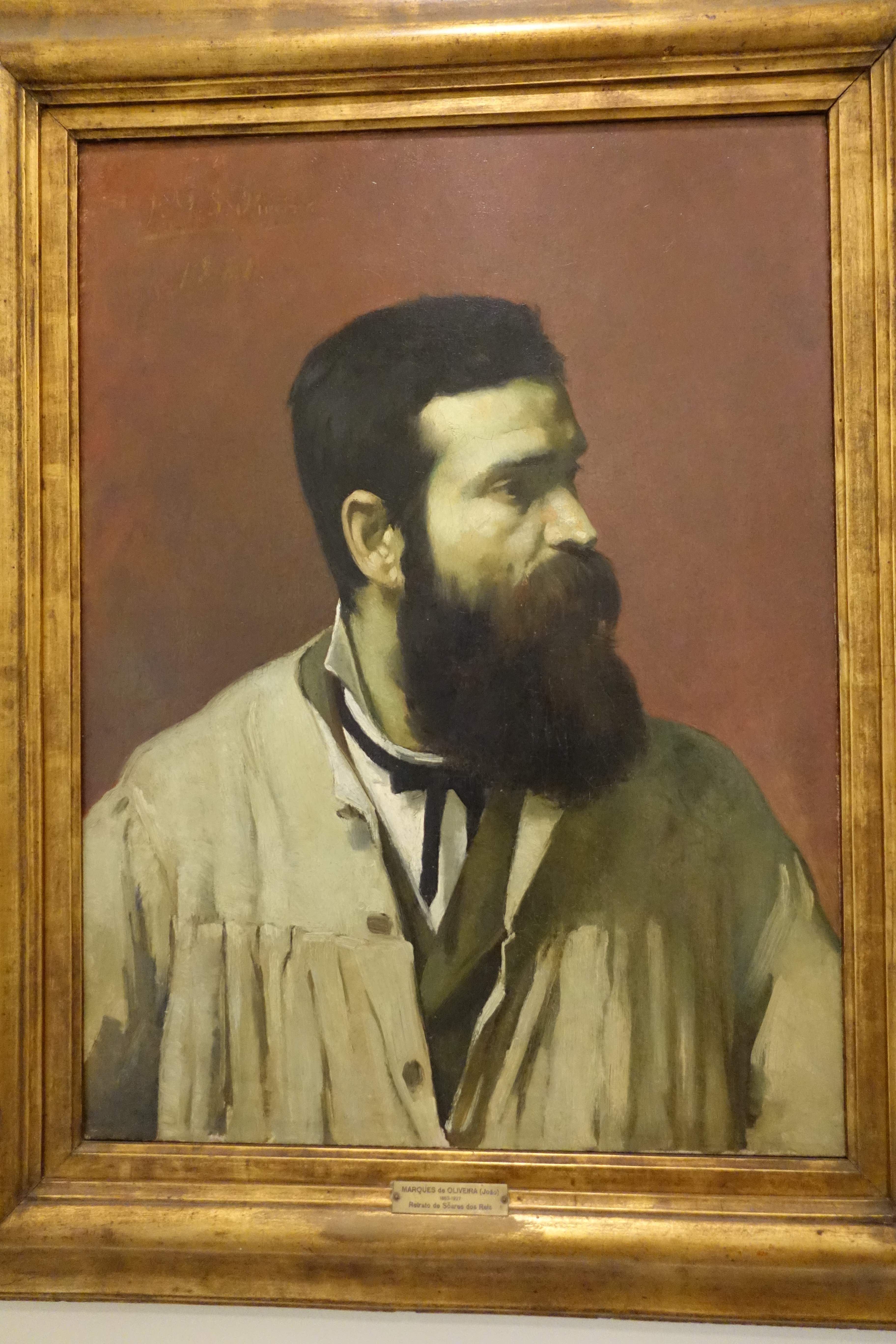
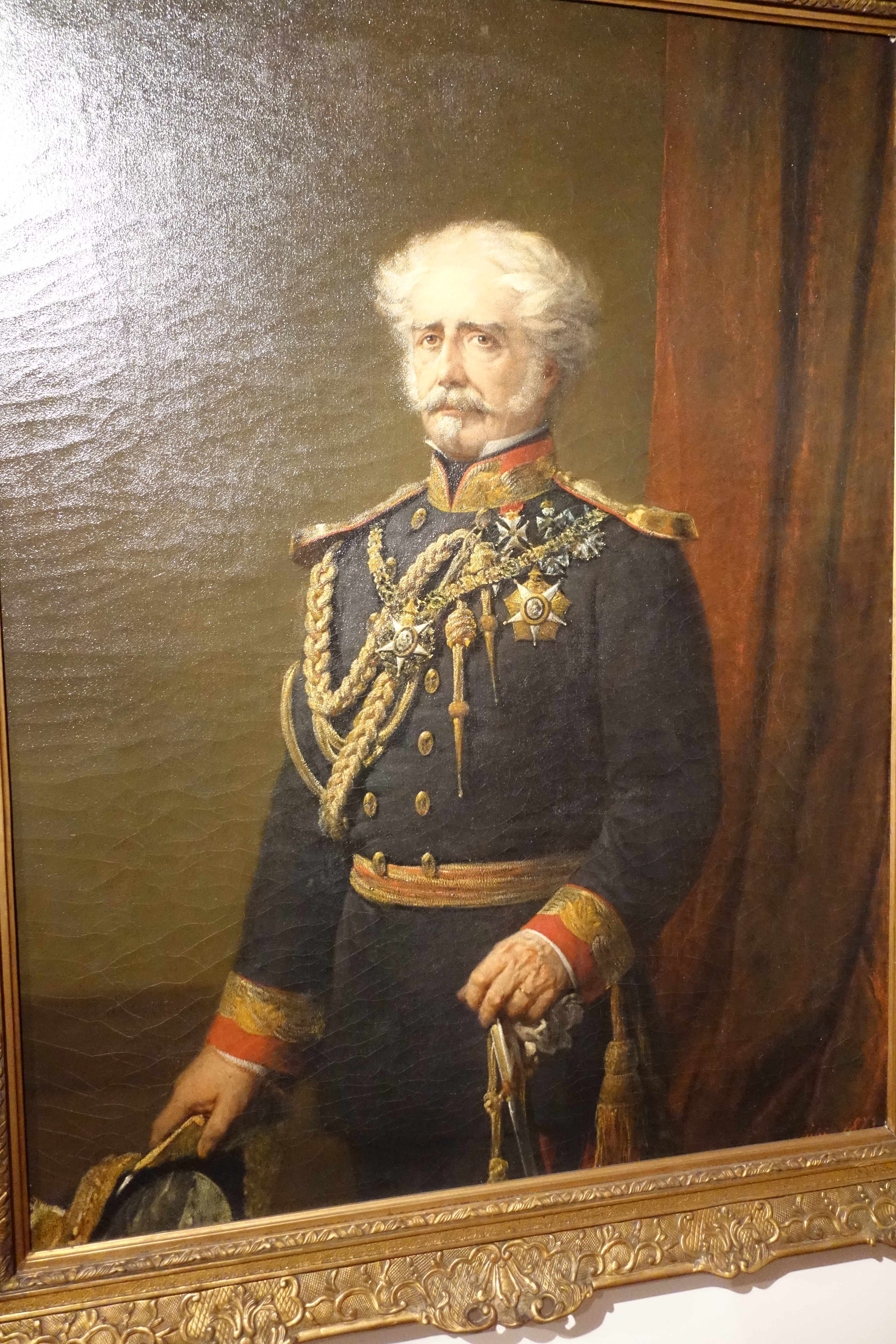
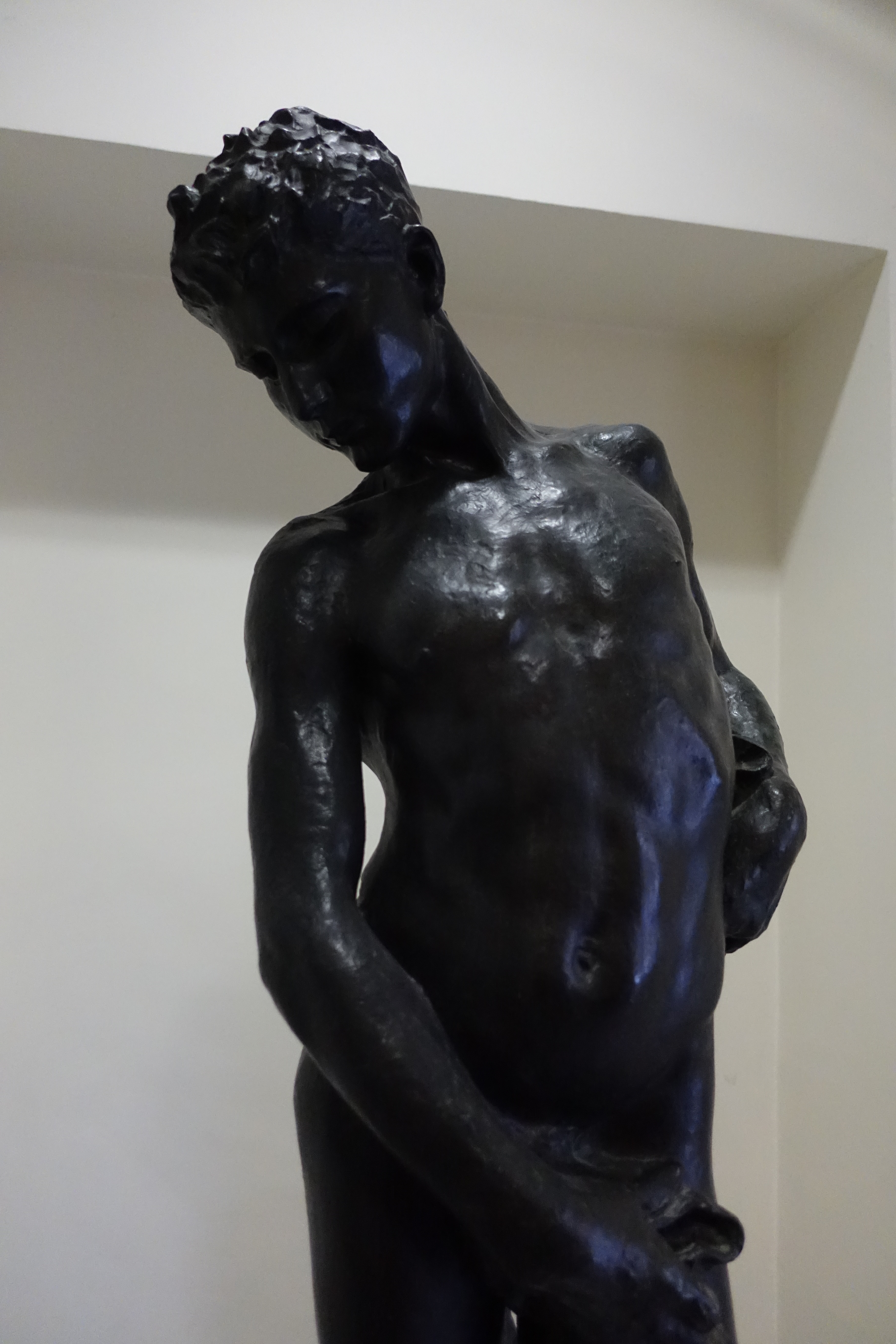